# Brazilian Transient Search
O Brazilian Transient Search - BRATS é um projeto de busca por transientes astronômicos observáveis a partir do hemisfério sul.
Um evento astronômico transiente, geralmente abreviado pelos astrônomos para "transiente", é um fenômeno astronômico cuja duração pode variar de poucos segundos a dias, semanas ou até alguns anos, o que contrasta com a escala de tempo de milhares, milhões ou até bilhões de anos nos quais as galáxias, suas estrelas e demais componentes do universo evoluem. O termo é usado para eventos violentos no céu profundo, como supernovas, novas, explosões de novas anãs, erupções de raios gama (GRB) e variáveis cataclísmicas, entre outros.
O grupo descobriu recentemente duas novas extragaláticas na Grande Nuvem de Magalhães .
O projeto tem como base o Observatório Sonear e o Observatório Campo dos Amarais (OCA) .

## Lista de Descobertas[4]
| Objeto                                             | Nome Interno       | Tipo                               | Estação      | Data (UT)    | Magnitude | Referência                                                                            |
| AT 2019uni = PNV J05145365-7009486                 | BraTS-BraTS-T1-004 | Nova in the Large Magellanic Cloud | SONEAR (Y00) | 2019 Nov. 11 | 12.0      | Transient Name Server, TOCP, ATel #13287, ATel #13288, Variable Star Index            |
| AT 2019olv                                         | BraTS-SON-T2-007   | Unknown                            | SONEAR (Y00) | 2019 Aug. 23 | 15.1      | Transient Name Server                                                                 |
| LMCN 2019-07a = AT 2019lvm = TCP J05293666-7009566 | BraTS-BraTS-T1-003 | Nova in the Large Magellanic Cloud | SONEAR (Y00) | 2019 July 27 | 12.6      | Transient Name Server, TOCP, ATel #12963, Variable Star Index, Article by T. Napoleão |
| AT 2019lmz                                         | BraTS-BraTS-T1-002 | Unknown                            | SONEAR (Y00) | 2019 July 19 | 13.6      | Transient Name Server                                                                 |
| AT 2019kow                                         | BraTS-OCA-T1-010   | Unknown                            | OCA (X74)    | 2019 July 5  | 17.8      | Transient Name Server                                                                 |
| AT 2019gvn                                         | BraTS-SON-T2-006   | Cataclysmic variable               | SONEAR (Y00) | 2019 June 2  | 14.0      | Transient Name Server                                                                 |
| AT 2019ghk                                         | BraTS-OCA-T1-009   | Unknown                            | OCA (X74)    | 2019 May 31  | 15.9      | Transient Name Server                                                                 |
| AT 2019fby                                         | BraTS-BraTS-T1-001 | Unknown                            | SONEAR (Y00) | 2019 May 11  | 13.6      | Transient Name Server                                                                 |
| AT 2019erz                                         | BraTS-OCA-T1-008   | Unknown                            | OCA (X74)    | 2019 May 6   | 17.5      | Transient Name Server                                                                 |
| AT 2019ecv                                         | BraTS-OCA-T1-007   | Unknown                            | OCA (X74)    | 2019 Apr. 26 | 15.9      | Transient Name Server                                                                 |
| AT 2019dkc                                         | BraTS-OCA-T1-006   | Unknown                            | OCA (X74)    | 2019 Apr. 12 | 18.5      | Transient Name Server                                                                 |
| AT 2019cox                                         | BraTS-SON-T2-005   | Cataclysmic variable               | SONEAR (Y00) | 2019 Mar. 31 | 15.6      | Transient Name Server                                                                 |
| AT 2019coy                                         | BraTS-SON-T2-004   | Cataclysmic variable               | SONEAR (Y00) | 2019 Mar. 25 | 14.0      | Transient Name Server                                                                 |
| AT 2018hnj                                         | BraTS-SON-T2-003   | Unknown                            | SONEAR (Y00) | 2018 Oct. 23 | 14.9      | Transient Name Server                                                                 |
| AT 2018ffa                                         | BraTS-OCA-T1-005   | Unknown                            | OCA (X74)    | 2018 Aug. 17 | 17.4      | Transient Name Server                                                                 |
| AT 2018faw                                         | BraTS-OCA-T1-004   | Unknown                            | OCA (X74)    | 2018 Aug. 13 | 17.8      | Transient Name Server                                                                 |
| AT 2018fax                                         | BraTS-SON-T2-002   | Cataclysmic variable               | SONEAR (Y00) | 2018 Aug. 11 | 14.9      | Transient Name Server                                                                 |
| AT 2018evx                                         | BraTS-OCA-T1-003   | Unknown                            | OCA (X74)    | 2018 Aug. 11 | 17.1      | Transient Name Server                                                                 |
| AT 2018evn                                         | BraTS-OCA-T1-002   | Unknown                            | OCA (X74)    | 2018 Aug. 10 | 17.8      | Transient Name Server                                                                 |
| AT 2018evm                                         | BraTS-OCA-T1-001   | Unknown                            | OCA (X74)    | 2018 Aug. 10 | 17.8      | Transient Name Server                                                                 |
| N Oph 2018 No. 3 = PNV J17422408-2053088           | BraTS-SON-T2-001   | Galactic nova                      | SONEAR (Y00) | 2018 Aug. 8  | 11.1      | CBET 4540, AAVSO Alert Notice 647, Variable Star Index                                |